# Cardamine carnosa
Cardamine carnosa là một loài thực vật có hoa trong họ Cải. Loài này được Waldst. & Kit. mô tả khoa học đầu tiên năm 1804.